# Суздальцев, Михаил Аркадьевич
Михаи́л Арка́дьевич Су́здальцев (9 [22] января 1917, Судогда, Владимирская губерния — 9 января 1998, Москва) — русский советский живописец, заслуженный художник РСФСР (1982). Лауреат Сталинской премии второй степени (1951).

## Биография
Родился 9 (22) января 1917 года в Судогде (ныне Владимирская область) (по другим данным, в Москве, или Суздале; местом рождения называют также Нижний Новгород — во вступлении к альбому «По Волге — путевой альбом» Александр Петрович Осипов пишет:
«Родился он в 1917 году в Нижнем Новгороде. В детстве мальчик видел великую реку во все времена года: и осенью, когда густеет цвет её вод, а сырые облака нависают над крутым лесистым правобережьем, и в летние дни, когда под лучами солнца вдруг заблестят, заиграют песчаные отмели».
В мае 1935 года окончил среднюю школу имени М. Горького в городе Дзержинске и поступил в Одесское художественное училище, которое окончил в 1938 году. Дальнейшая учёба в МГАХИ имени В. И. Сурикова была прервана войной — в 1941 году он был призван рядовым в 1-й стрелковый полк 1-й Ленинградской стрелковой дивизии народного ополчения. После окончания войны вновь вернулся к учёбе в институте, где его наставниками были П. Д. Покаржевский, А. А. Осмёркин, Г. М. Шегаль. Завершил учёбу в 1948 году, представив дипломную работу «А. М. Горький и Я. М. Свердлов на Волге».
С 1948 года постоянный участник художественных выставок. Жил и работал в Москве.
Скончался 9 января 1998 года в Москве.

## Творчество
- «А. М. Горький и Я. М. Свердлов на Волге» (1948, дипломная работа)
- «Власть Советам — мир народам!» (1950, с соавторами: Налбандян Дмитрий Аркадьевич, Басов Василий Николаевич, Мещанинов Николай Петрович, Прибыловский Виктор Александрович; 1950, Ульяновский областной художественный музей);
- «Завтра в школу» (1951)[4]
- «Первая получка»
- «Волга» (1954)
- «Строим» (1959)
- «Март. Подмосковье» (1964)
- «В луга, за Волгу!»
- «Волга. Ветреный день» (1966)
- «Анюта» (1986)
- «Белая лошадь и её жеребёнок»

Работы хранятся в Государственной Третьяковской галерее, Государственном Русском музее, Саратовском художественном музее имени А. Н. Радищева, Белгородском государственном художественном музее, Сочинском художественном музее имени Дмитрия Жилинского, Одесском национальном художественном музее, музее-заповеднике «Александровская слобода», Рыбинском музее-заповеднике, Старооскольском художественном музее.
Выставки

- Всесоюзная художественная выставка, Москва (1949)[1]
- Всесоюзная художественная выставка, Москва (1950)[1]
- Всесоюзная художественная выставка, Москва (1951)[1]
- «Советская Россия», Москва (1960)[1]

#### Рекорды на мировых аукционах
- Аукцион Sotheby's. Картина "Волга", написанная в 1954 году и вошедшая в путевой альбом художника "В луга, за Волгу" была продана на лондонском аукционе в декабре 2021 года за 10 тысяч фунтов стерлингов. Михаил Суздальцев - один из немногих советских художников, чьи работы были проданы на аукционе Sotheby's.[7]

- Аукцион MacDougall's. Картина "Над дорогой", написанная в стиле "русский импрессионизм" была продана на лондонском аукционе MacDougall's за 7 тысяч фунтов стерлингов в ноябре 2017 года.[8]

#### Знаменитые работы
- Картина "Навстречу жизни", портрет Максима Горького - дипломная работа художника, написанная в 1953 году. Была опубликована в школьных учебников литературы СССР. [9]

## Награды и премии
- Сталинская премия второй степени (1951) — за картину «Власть Советам — мир народам» (1950) (в соавторстве с Дмитрием Налбандяном, Василием Басовым, Николаем Мещаниновым, Виктором Прибыловским; 1950, Ульяновский областной художественный музей)